# Halali!
Halali!, im englischen Sprachraum bekannt als Tally Ho!, ist ein Brettspiel für zwei Spieler von Rudi Hoffmann, das im Jahr 2000 in der Spielereihe Spiele für Zwei im Kosmos-Verlag erschienen ist. Es ist eine Überarbeitung des Spiels jag und schlag desselben Autors, das bereits 1973 im Spear-Verlag veröffentlicht wurde und 1978 unter dem Titel Das große Hessen-Spiel: Ritter Alfred jagt den Filz im hessischen Wahlkampf eingesetzt wurde. Der Titel bezieht sich auf den Jägergruß und Jagdruf.
Die 2000er-Ausgabe wurde in mehrere Sprachen übersetzt, so erschien z. B. die englische Ausgabe Tally Ho! bei Kosmos/Rio Grande Games, die französische Chasse gardée! bei Tilsit Éditions und die niederländische De beer is los! bei 999 Games.

## Spielinhalt
Neben den Spielregeln beinhaltet Halali!:
- 1 quadratischer Spielplan mit 7×7 Feldern
- 48 Legekärtchen

Die Kärtchen werden zu Beginn gemischt und verdeckt auf den Spielplan gelegt, das mittlere Feld bleibt frei. Sie unterteilen sich in drei unterschiedlich gefärbte Gruppen:
- Menschen (Jäger und Holzfäller, braun) gehören einem der Spieler und können nur von diesem bewegt werden.
- Raubtiere (Bären und Füchse, blau) gehören dem anderen Spieler und können ebenfalls nur von diesem bewegt werden.
- Neutrale Karten (Enten, Fasane und Bäume, grün) können von beiden Spielern bewegt werden, mit Ausnahme der Bäume, die unbeweglich sind.

## Spielablauf
Die Spieler ziehen abwechselnd, wobei sie entweder eine Karte aufdecken oder eine bereits aufgedeckte Karte bewegen.
Das Bewegen erfolgt immer in orthogonaler Richtung und nicht über eine andere Karte hinweg. Ein Bär oder ein Holzfäller kann nur auf das nächste Feld gezogen werden, alle anderen beliebig weit in der gewählten Richtung.
Dabei kann man unter Umständen auf ein Feld mit einer schon aufgedeckten Karte ziehen und diese dadurch schlagen, wofür man den Punktwert der geschlagenen Karte erhält. Der Jäger kann nur in der Richtung schlagen, in die sein Gewehr zeigt, und seine Orientierung ist durch das zufällige Anordnen der Karten vor Spielbeginn gegeben und kann im Spielverlauf nicht geändert werden.
Man darf eine Karte nicht auf das Feld ziehen, von dem man sie in seinem unmittelbar vorhergehenden Zug weggezogen hat. Eine neutrale Karte, die gerade aufgedeckt oder bewegt wurde, darf nicht unmittelbar danach vom anderen Spieler bewegt werden.
Nachdem die letzte Karte aufgedeckt wurde, verbleiben den Spielern noch je fünf Züge bis zum Spielende. In dieser Phase haben die Spieler zusätzlich die Möglichkeit, ihre jeweiligen Spielfiguren (keine neutralen) über vier Punkte am Spielfeldrand, in der Mitte jeder Seite, hinauszuziehen und dadurch weitere Punkte zu erhalten (den Punktwert der hinausgezogenen Karten). Kann der Spieler am Zug nicht ziehen, endet das Spiel sofort.
| Name       | Partei  | Anzahl | Wert (Punkte) | Zugweite | kann schlagen           |
| ---------- | ------- | ------ | ------------- | -------- | ----------------------- |
| Bär        | blau    | 2      | 10            | 1        | Jäger, Holzfäller       |
| Fuchs      | blau    | 6      | 5             | beliebig | Fasan, Ente             |
| Jäger      | braun   | 8      | 5             | beliebig | Bär, Fuchs, Fasan, Ente |
| Holzfäller | braun   | 2      | 5             | 1        | Baum                    |
| Fasan      | neutral | 8      | 3             | beliebig | -                       |
| Ente       | neutral | 7      | 2             | beliebig | -                       |
| Baum       | neutral | 15     | 2             | -        | -                       |

Aufgrund der Asymmetrie der beiden Parteien empfehlen die Regeln, immer zwei Spiele auszutragen, wobei jeder einmal die Menschen und einmal die Raubtiere spielt, wonach die Punkte aus beiden Spielen zusammengezählt werden.